# Dyspyralis humerata
Dyspyralis humerata är en fjärilsart som beskrevs av Smith 1908. Dyspyralis humerata ingår i släktet Dyspyralis och familjen nattflyn. Inga underarter finns listade i Catalogue of Life.